# Вуамо
Вуамо́ (фр. Voimhaut) — коммуна во французском департаменте Мозель региона Лотарингия. Относится к кантону Фолькемон. 

## География
Вуамо расположен в 21 км к северо-востоку от Меца. Соседние коммуны: Шанвиль на севере, Виттонкур на западе, Аденкур на юге, Ремийи на западе, Ансервиль на северо-западе. 

## История
- Коммуна входила в земли Мозеля.
- Коммуна входила в епископальный шателени Ремийи.

## Демография
По переписи 2008 года в коммуне проживало 259 человек. 